# Скала HAS-BLED
Скала HAS-BLED  важан је клинички алат или систем бодовања развијен за процену једногодишњег ризика од великог крварења код пацијената са фибрилацијом срчаних преткомора (АФ) који узимају лекове за разређивање крви (антикоагулансе).
Ова скала се користи заједно са скалом CHA2DS2-VAS.

## Историја
Превенција можданог удара уз одговарајућу употребу антитромботичке терапије била је и кроз историју остала апсолутно централна тема за укупну стратегију лечења пацијената са преткоморском фибрилацијом (АФ).
Прва разматрање процена ризика од можданог удара обухватала су пазличите факторе ризика који су коришћени да би се извела шема стратификације ризика од можданог удара, која је „вештачки“ категорисала пацијенте у слојеве ниског, умереног и високог ризика од можданог удара. Тако су се пацијенти са највећим ризиком моли идентификовати за терапију варфарином. Многи од ових фактора ризика изведени су из група које нису користиле варфарин у кохорти историјских испитивања, где је само <10% прегледаних пацијената било рандомизовано, а многи фактори ризика нису систематски тражени, нити доследно дефинисани. Са доступношћу нових оралних антикоагуланса који су алтернатива варфарину, јавила се потреба да се укључи што више уобичајени фактори ризика од можданог удара, и да се испитивање више фокусира на идентификацију „пацијента са заиста ниским ризиком“ са АФ којима није потребна никаква антитромботичка терапија.
Тако је настала скала HAS-BLED, која је развијена 2010. године oд стране групе научника на челу са Роном Пистерсоном, на основу података добијених од 3.978 испитаника са преткоморском фибрилацијом прикупљених од стране удружења Euro Heart Survey (које своје податке прикупља од националних регистара и у сарадњи са националним кардиолошким друштвима, са циљем да се кроз националне регистре континуирано прати квалитет неге на националном и локалном нивоу као неопходног предуслова за ефикасно побољшање лечења срчаних болесника). У овој студији неки од пацијената (65%)  узимали су оралне антикоагулансе (од којих је 13% било са аспирином и/или клопидогрелом), 24% је било на антитромбоцитним агенсима , а 10% није узимало никакву антиагрегантну терапију. Стопе крварења су биле 0,75%, 0,97% и 1,42%, што је добро корелирало са HAS-BLED резултатима.
Пре објављивања скала HAS-BLED 2010. године,  коришћен је старији, компликованији алгоритам под називом HEMORR2HAGES. Временом скала HAS-BLED је стекала популарност у односу на HEMORR2HAGES због своје једноставности и благо супериорне предиктивне способности. 

## Примена
|   | Услови | Бодови |
| - | --- | ------ |
| H | Хипертензија: (неконтролисана, систолни притисак >160 mmHg) | 1      |
| A | Абнормална функција бубрега: дијализа, трансплантација, Cr >2,26 mg/dL or >200 µmol/L Абнормална функција јетре: цироза или билирубин >2x већи од нормалног или АСТ/АЛТ/АП >3х већи од нормалног | 1      |
| S | Мождани удар: претходна историја можданог удара | 1      |
| B | Кварење: претходно велико крварење или предиспозиција за крварење | 1      |
| L | Лабилан ИНР: (нестабилан/висок ИНР), време у терапијском опсегу < 60% | 1      |
| E | Особе старије од 65 година | 1      |
| D | Претходна историја употребе алкохола или дрога (≥ 8 пића/недељно) Употреба лекова који предиспонирају крварење: (антитромбоцитни агенси, НСАИЛ) )                                                | 1      |

Пацијенти са високим ризиком од крварења (HAS-BLED скор ≥ 3 бода) требало би да се подвргну редовном клиничком прегледу након почетка оралне антикоагулације.
Добијени резултати на скали HAS-BLED крећу се између 0 и 9 бодова и засновани су на седам параметара са пондерисаном вредношћу од 0-2. У том смислу назив HAS-BLED скале настао је као скраћеница од почетних слова следећих симптома:
Добијени резултати на скали HAS-BLED крећу се између 0 и 9 бодова и засновани су на седам параметара са пондерисаном вредношћу од 0-2. У том смислу назив HAS-BLED скале настао је као скраћеница или акроним од почетних енглеских слова следећих симптома:
- Hypertension (Хипертензија)
- Abnormal renal and liver function (Абнормална функција бубрега и јетре
- Stroke (Мођдани удар)
- Bleeding (Крварење)
- Labile INR (Лабилан ИНР)
- Elderly (Старије особе)
- Drugs or alcohol (Дрога или алкохол)

Студија која је упоређивала скакле HEMORR2HAGES, ATRIA и HAS-BLED показала је супериорне перформансе скале HAS-BLED  у поређењу са резултатима друге две скале. Међутим постоје различити докази о поређењу GARFIELD-AF  резултата крварења у односу на HAS-BLED.
Смернице Европског кардиолошког друштва (ЕСЦ) из 2020. године  препоручују да се код преткоморске фибрилације препоручују процена ризика од крварења HAS-BLED скалом ризика од крварења као једноставна и лака метода израчунавања, при чему резултат ≥3 указује на „висок ризик“ и одређени опрез и редован преглед пацијента.
HAS-BLED скор је такође потврђен у кохорти која је испитивала антикоагулацију код 7.329 пацијената са АФ. У овој студији, HAS-BLED скор је понудио одређено побољшање у предиктивним способностима за ризик од крварења у односу на претходно објављене шеме за процену ризика од крварења и био је једноставнији за примену.
Са вероватном доступношћу нових оралних антикоагуланса који избегавају ограничења варфарина (и могу чак бити сигурнији), вероватна је распрострањенија употреба оралне антикоагулантне терапије за превенцију можданог удара у АФ.
Иако се њихова употреба препоручује у смерницама за клиничку праксу, они су само умерено ефикасни у предвиђању ризика од крварења и немају добар учинак у предвиђању хеморагичног можданог удара.
При коришћењу ове скале треба имати у виду да ризик од крварења може бити повећан код пацијената на хемодијализи.

## Резултати и значај
Оцена ≥3 указује на „висок ризик“, али не значи нужно да се не може дати антикоагулант, јер неки фактори ризика могу бити модификовани.
Висок резултат на HAS-BLED скали омогућава клиничару да „означи” пацијенте са потенцијалним ризиком од озбиљног крварења на информисан начин, уместо да се ослања на нагађања. Ово последње може бити опасно, јер се показало да клиничари слабо процењују ризик од крварења.
HAS-BLED  резултат такође наводи клиничаре на размишљање о потенцијално реверзибилним факторима ризика за крварење, нпр. неконтролисани крвни притисак (X у HAS-BLED ), лабилни ИНР ако су на варфарину (L у HAS-BLED ) и истовремена употреба аспирина/ НСАИЛ (D у HAS-BLED ). HAS-BLED  скор такође предвиђа велика крварења код пацијената (и са АФ и без АФ) који су подвргнути терапији за премошћивање.
Ризик од крварења и ризик од можданог удара су уско повезани. Они пацијенти са АФ и високим HAS-BLED резултатом имају већу нето клиничку корист од оралне антикоагулације када уравнотеже исхемијски мождани удар са интракранијалним крварењем.   Ово је без обзира на слојеве ризика од можданог удара, да ли су процењени помоћу скале CHADS2 или скале CHA2DS2-VASc, са изузетком скале CHA2DS2-VASc скор=0, где је нето клиничка корист била негативна а одражавајући статус је „заиста ниског ризика“ и код таквих пацијената резултовало  би потпуним искључивањем терапије варфарином.
| Бодова | Крварење на 100 пацијент-годишње. | Ризик од великог крварења. | Препорука                                                                                     |
| ------ | --------------------------------- | -------------------------- | --------------------------------------------------------------------------------------------- |
| 0      | 1,13                              | 0,9 %                      | Низак ризик од великог крварења Треба размотрити антикоагулацију                              |
| 1      | 1,02                              | 3,4 %                      | Умерени ризик од великог крварења Може се размотрити антикоагулација                          |
| 2      | 1,88                              | 4,1 %                      | Умерени ризик од великог крварења Може се размотрити антикоагулација                          |
| 3      | 3,74                              | 5,8 %                      | Висок ризик од великог крварења Опрез са антикоагулацијом. Требало би размотрити алтернативе. |
| 4      | 8,7                               | 8,9 %                      | Висок ризик од великог крварења Опрез са антикоагулацијом. Требало би размотрити алтернативе. |
| 5      | 12,5                              | 9,1 %                      | Висок ризик од великог крварења Опрез са антикоагулацијом. Требало би размотрити алтернативе. |
| > 5    | -                                 | -                          | Веома висок ризик од великог крварења                                                         |